# Băiculești (gmina)
Băiculești – gmina w Rumunii, w okręgu Ardżesz. Obejmuje miejscowości Alunișu, Anghinești, Argeșani, Băiculești, Mănicești, Stejari, Tutana, Valea Brazilor, Valea lui Enache i Zigoneni. W 2011 roku liczyła 5826 mieszkańców.